# Critica Sociale
«Critica Sociale» — итальянский общественно-политический журнал социалистического направления, основанный в 1891 году.

## История
Журнал основан в 1891 году Филиппо Турати и заменил журнал Cuore e critica, основанный в 1886 году Арканджело Гизлери. Изданием журнала вместе с Турати занималась Анна Кулишёва. Журнал не являлся официальным изданием Социалистической партии и использовался Турати для популяризации своих идей, что было характерно для итальянских социалистов. Лидеры различных идейных течений в партии в разное время редактировали Avanti! или создавали собственные издания: Леонида Биссолати, Энрико Ферри, Оддино Моргари, Клаудио Тревес, Джачинто Серрати и Муссолини. Издание также служило средством отражения позиции Всеобщей конфедерации труда и инструментом смычки рабочих с интеллигенцией.
Первый номер Critica Sociale был 5-м номером Cuore e critica, и имел подзаголовок «Душа и критика. Журнал политических и литературных исследований» (Cuore e critica. Rivista dei studi politici e letterari). С 1892 года подзаголовок гласил: «Журнал социальных, политических, философских и литературных исследований» (Rivista dei studi sociali, politici, filosofici e letterari), а с 1893 года и впредь он оставался следующим: «Двухнедельный журнал научного социализма» (Rivista quindicinale del socialismo scientifico). С самого начала своего существования журнал подвергался полицейским преследованиям (первым конфискованным номером стал выпуск за 16 ноября 1894 года), после беспорядков 1898 года в Милане издание было временно приостановлено с мая 1898 по июнь 1899 года. Публикации 1890-х годов были характерны не только поддержкой марксистских идей, но зачастую выражали и либеральные взгляды — в частности, антипротекционистские.
После Первой мировой войны и раскола соцпартии журнал поддерживал реформистскую Унитарную социалистическую партию. Его авторы, в частности Карло Росселли, Джакомо Маттеотти и Анна Кулишёва, активно выступали с антифашистскими статьями. В 1926 году издание журнала прервалось вследствие репрессий фашистского режима. Восстановлено в 1945 году, уже после смерти Турати, под редакцией Уго Гвидо Мондольфо (Ugo Guido Mondolfo), в 1970 и 1990 годах издание вновь прерывалось, но было возобновлено. С 2000 года журнал выходит ежемесячно.
По состоянию на 2014 год главным редактором являлся Стефано Карлуччо (Stefano Carluccio), управляющим — Уго Финетти (Ugo Finetti).